# Bathysolen nubilus
Bathysolen nubilus är en insektsart som först beskrevs av Carl Fredrik Fallén 1807.  Bathysolen nubilus ingår i släktet Bathysolen, och familjen bredkantskinnbaggar. Arten är reproducerande i Sverige.